# Raphidiocystis
Raphidiocystis — рід квіткових рослин родини гарбузових.
Його рідним ареалом є Тропічна Африка, Мадагаскар.

## Види
Види:
- Raphidiocystis brachypoda Baker
- Raphidiocystis chrysocoma (Schumach.) C.Jeffrey
- Raphidiocystis jeffreyana R.Fern. & A.Fern.
- Raphidiocystis mannii Hook.f.
- Raphidiocystis phyllocalyx C.Jeffrey & Keraudren